# Амазон жовточеревий
Амазон жовточеревий (Amazona xanthops) — вид птахів родини папугові, інколи виділяють до монотипового роду Alipiopsitta.

## Таксономія
Цей вид вперше описав Йоганн Баптист фон Спікс 1824 року під назвою Psittacus xanthops. Видова назва походить від давньогрецьких слів xanthos — «жовтий» та ops — «обличчя».
Протягом багатьох років вид відносили до роду Amazona, хоча Alípio de Miranda Ribeiro у 1920 запропонував створити новий рід Salvatoria у зв'язку з відмінностями у конституції і оперенні. Дослідження 1995 року показали вельми велику генетичну відмінність з цим родом, а також близьку спорідненість з Graydidascalus brachyurus, а також папугами роду Pionus. Після цього відкриття він був на короткий час поміщений в рід Salvatoria доти, поки це ім'я не було надано групі багатощетинкових червів з надродини Nereidoidea, а рід папуг віднесли до нового роду Alipiopsitta

## Опис
Довжина тіла 27 см. Основне забарвлення лимонно-зелене з темно-зеленим оздобленням по краях пір'я. Лоб, голова, ділянка навколо очей (у деяких) — жовті. Вушка жовто-оранжеві або червонуваті. Край хвоста з широкою червоно-помаранчевою смугою. Широкі навколоочні кільця білі. Дзьоб кольору кістки, наддзьобок темно-сірий по вигину. Райдужка жовта. Лапи тілесного кольору. У деяких птахів лоб над вуздечкою лисий.
Ареалом амазона жовточеревого є Центральна і Східна Бразилія, та прикордонні терени Болівії
Амазон жовточеревий населяє напіваридні території з невисокими деревами. Живиться насінням і плодами. Тривалість життя близько 40 років.
У кладці частіше всього 3 яйця. Висиджування триває 24 дні.